# Дворец правосудия (Флоренция)
Флорентийский дворец правосудия (итал. Palazzo di Giustizia di Firenze или Palagiustizia di Firenze) — резиденция большинства судебных органов Флоренции, расположенная на проспекте Алессандро Гидони в районе Новоли в северо-западной части города.
Здание построено на территории которую ранее занимал завод компании Fiat. Проект дворца правосудия был разработан в 1970-х годах архитектором Леонардо Риччи, однако реализация проекта началась лишь в 2000-х, уже после смерти архитектора. Сроки строительства несколько раз переносились, и здание было сдано лишь в 2012 году вместо 2006. В настоящее время в комплексе дворца расположено большинство судебных органов города: апелляционный суд, прокуратура и т. д. Благодаря переезду всех этих судебных инстанций в новое здание, освободились девять зданий в историческом центре города. Лишь суд по делам несовершеннолетних находится в отдельном здании, так как этого требует итальянское законодательство.
Флорентийский дворец правосудия — второе по величине судебное здание Италии (крупнейшее находится Турине). Согласно проекту, здание дворца правосудия имеет длину 240 м, ширину — 146 м. Благодаря башне высотой 72 м (по другим данным 76 м) дворец занимает шестое место в списке самых высоких зданий Флоренции. Общая площадь всех помещений комплекса составляет 800 000 м². Число сотрудников, работающих во дворце, достигает нескольких тысяч человек.